# Poughkeepsie
Ne doit pas être confondu avec Poughkeepsie (ville).
Poughkeepsie (en anglais [pəˈkɪpsiː]) est une cité (city) et le siège du comté de Dutchess, dans l’État de New York, aux États-Unis. Sa population s’élevait à 32 736 habitants lors du recensement de 2010, estimée à 30 469 habitants en 2018.

## Géographie
Poughkeepsie est située dans la vallée de l'Hudson, entre New York et Albany. Elle se trouve à 111 km au nord du centre de New York.
La municipalité se trouve dans l'est de l'État de New York, mais dans l’ouest du comté de Dutchess. La ville se trouve également à l'est de l'Hudson, alors que dans toutes les autres directions s'étend un ensemble de municipalités rattachées à Poughkeepsie et nommé Ville de Poughkeepsie. La cité s'est d'ailleurs donné comme nom « Queen City of the Hudson », c’est-à-dire la ville reine de l'Hudson.

## Économie
IBM possède un très grand campus à Poughkeepsie. Sur le site du campus, une usine de l'entreprise a fabriqué à une époque des ordinateurs IBM 7030 ainsi que des IBM 360 et 370 par la suite. Cependant, le campus est en réalité situé la ville (town) de Poughkeepsie, qui est une municipalité distincte de Poughkeepsie bien que les deux ensembles soient souvent vus comme une seule communauté.

## Démographie
| Groupe            | Poughkeepsie | New York | États-Unis |
| ----------------- | ------------ | -------- | ---------- |
| Blancs            | 50,9         | 66,8     | 72,4       |
| Afro-Américains   | 33,5         | 15,9     | 12,6       |
| Autres            | 8,6          | 7,5      | 6,4        |
| Métis             | 4,5          | 3,0      | 2,9        |
| Asiatiques        | 1,6          | 7,3      | 4,8        |
| Amérindiens       | 0,9          | 0,6      | 0,9        |
| Total             | 100          | 100      | 100        |
|                   |              |          |            |
| Latino-Américains | 19,5         | 17,6     | 16,7       |

Selon l’American Community Survey, pour la période 2011-2015, 76,59 % de la population âgée de plus de 5 ans déclare parler anglais à la maison, alors que 16,71 % déclare parler l'espagnol, 0,92 % le français, 0,76 % le gujarati, 0,62 % une langue chinoise, 0,52 % le grec et 3,88 % une autre langue.

## Dans la fiction
- L'écrivain Gérard de Villiers, dans sa série S.A.S., fait résider son héros Malko Linge dans la cité de Poughkeepsie dans les cinq premiers romans de la série.
- Dans le film French Connection (W. Friedkin, 1971), l'une des premières scènes voit les détectives incarnés par Gene Hackman et Roy Scheider poursuivre deux délinquants. Gene Hackman : « All right! You put a shiv in my partner. You know what that means? Goddammit ! All winter long I got to listen to him gripe about his bowling scores. Now I'm gonna bust your ass for those three bags and I'm gonna nail you for picking your feet in Poughkeepsie ».
- Dans l'épisode 10 de la saison 4 de Friends, Ross Geller qui vit à New York rencontre une fille qui habite à Poughkeepsie, et en tentant de la rejoindre depuis New York, il se retrouve à Montréal, s'étant endormi dans le train.
- Dans la série télévisée Ally McBeal, Poughkeepsie ! est le gimmick de John Cage lorsqu'il est troublé.
- Dans l’épisode Bad News de How I Met Your Mother, Barney Stinson souhaite participer à un tournoi de jeu laser à Poughkeepsie et tente de convaincre Ted et Marshall.
- La cité de Poughkeepsie est également citée dans le film Angel Heart d'Alan Parker avec Mickey Rourke et Robert De Niro.
- Dans la série télévisée Supernatural, Dean indique que « Poughkeepsie » est le nom de code qu'il utilise avec son frère pour prendre la fuite.
- Dans le roman Un bonheur si parfait de James Salter une partie de l'action se passe dans une grande maison située près de Poughkeepsie.
- Dans l'épisode 3-12 de la série policière Castle, le frère jumeau de la victime est comptable à Poughkeepsie, ce que Kate Beckett considère comme un sort peu enviable.
- En 1954, Georges Simenon situe l'action de son roman L'Horloger d'Everton dans la région de Poughkeepsie.
- Le film The Poughkeepsie Tapes de John Erick Dowdle, sorti en 2007, met en scène une maison abandonnée dans la cité de Poughkeepsie, où des vidéos de meurtres sordides sont retrouvées par la police.
- Dans le film Nos vies après eux, sorti en 2019, la cité est le lieu où ont vécu les enfants des trois personnages principaux du film, avant de partir tous trois à New York.
- Dans la série T.V "F.B.I" saison 05 épisode 9 l'intrigue se passe dans cette ville.

## Personnalités liées à la municipalité
- Hannah Lyman (1816–1871), première rectrice du Vassar College.
- Frederick Rondel (1826-1892), peintre, y vécut.
- Pierre Teilhard de Chardin (1881-1955) est inhumé dans le cimetière du noviciat jésuite de St Andrew's-on-the-Hudson de Poughkeepsie.
- Lee Miller (1907-1977), photographe, correspondante de guerre est née à Poughkeepsie.